# Elezioni parlamentari in Ungheria del 2018
Le elezioni parlamentari in Ungheria del 2018 si tennero l'8 aprile per il rinnovo dell'Assemblea nazionale. In seguito all'esito elettorale, Viktor Orbán, espressione di Fidesz - Unione Civica Ungherese, fu confermato Primo ministro.
Dei 199 seggi totali, 106 sono assegnati con un sistema maggioritario a turno unico in collegi uninominali, mentre i residui 93 seggi sono ripartiti con sistema proporzionale tra le liste o coalizioni. La soglia di sbarramento è fissata al 5% per i singoli partiti, mentre le coalizioni debbono raggiungere almeno il 10% per entrare nel parlamento.

## Risultati
| Liste                                                 | Proporzionale | Proporzionale | Proporzionale | Maggioritario | Maggioritario | Maggioritario | Totale seggi |
| Liste                                                 | Voti          | %             | Seggi         | Voti          | %             | Seggi         | Totale seggi |
| ----------------------------------------------------- | ------------- | ------------- | ------------- | ------------- | ------------- | ------------- | ------------ |
| Fidesz - KDNP                                         | 2.824.551     | 49,27         | 42            | 2.636.201     | 47,89         | 91            | 133          |
| Movimento per un'Ungheria Migliore                    | 1.092.806     | 19,06         | 25            | 1.276.840     | 23,20         | 1             | 26           |
| Partito Socialista Ungherese - Dialogo per l'Ungheria | 682.701       | 11,91         | 12            | 622.458       | 11,31         | 8             | 20           |
| La Politica può essere Diversa                        | 404.429       | 7,06          | 7             | 312.731       | 5,68          | 1             | 8            |
| Coalizione Democratica                                | 308.161       | 5,38          | 6             | 348.176       | 6,33          | 3             | 9            |
| Movimento Momentum                                    | 175.229       | 3,06          | -             | 75.033        | 1,36          | -             | -            |
| Partito Ungherese del Cane a Due Code                 | 99.414        | 1,73          | -             | 39.763        | 0,72          | -             | -            |
| Insieme - Partito per una Nuova Era                   | 37.562        | 0,66          | -             | 58.591        | 1,06          | 1             | 1            |
| Partito Operaio Ungherese                             | 15.640        | 0,27          | -             | 13.613        | 0,25          | -             | -            |
| Partito della Famiglia                                | 10.641        | 0,19          | -             | 9.839         | 0,18          | -             | -            |
| Indipendenti                                          | N.D.          | N.D.          | N.D.          | 55.612        | 1,01          | 1             | 1            |
| Liste di nazionalità                                  | 37.532        | 0,65          | 1             | N.D.          | N.D.          | N.D.          | 1            |
| Altri                                                 | 43.617        | 0,77          | -             | 55.673        | 1,01          | -             | -            |
| Totale                                                | 5.732.283     |               | 93            | 5.504.530     |               | 106           | 199          |

- Il seggio spettante alle «liste di nazionalità» è stato attribuito a «Autogoverno Nazionale dei Tedeschi in Ungheria» (Magyarországi Németek Országos Önkormányzata - MNOÖ).

## Sondaggi

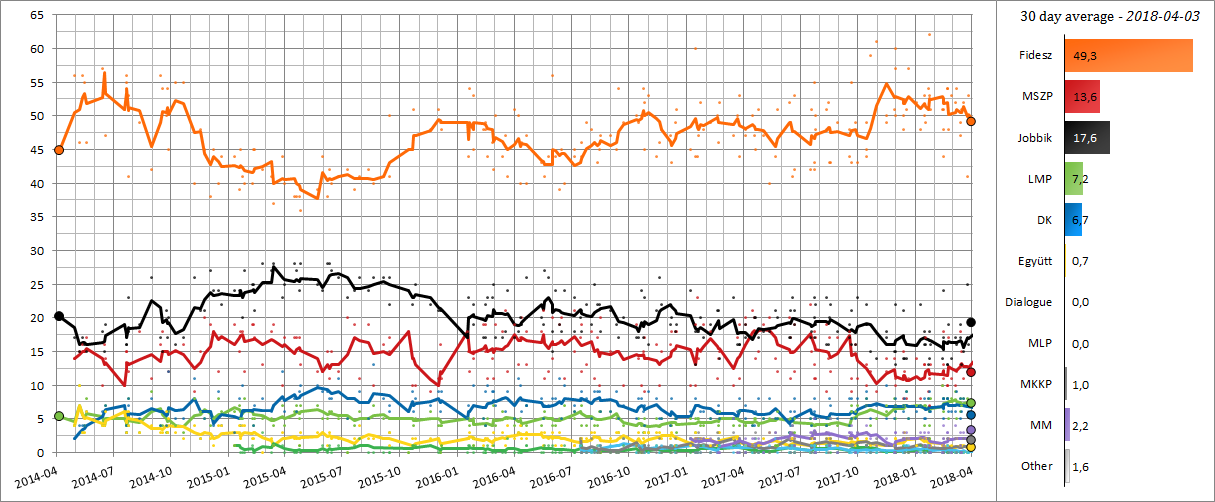
I sondaggi sono da aprile 2014 (le ultime elezioni parlamentari) fino alla data delle elezioni. Ogni linea colorata specifica un partito politico.